# لوئیزه دوتنهوفر
لوئیزه دوتنهوفر (Luise Duttenhofer؛ ۵ آوریل ۱۷۷۶ – ۱۶ مه ۱۸۲۹) یکی از برجسته‌ترین هنرمندان آلمانی در هنر شِرِن‌بُری (Scherenschnitt) بود. آثار او ترکیبی از ویژگی‌های سبک‌های بیدرمایر، نوکلاسیسیسم و رمانتیسم را نشان می‌دهد. او بیش از ۱۳۰۰ اثر شِرِن‌بُری خلق کرد که شامل پرتره‌ها، صحنه‌های خانوادگی، مناظر، حیوانات، موتیف‌های مذهبی و اسطوره‌ای، و طراحی‌های تزئینی بود. دوتنهوفر در آثارش از تکنیک‌های نوآورانه‌ای مانند ایجاد پرسپکتیو برای ایجاد عمق در تصاویر دوبعدی استفاده می‌کرد. او در زمان خود با نویسندگان و هنرمندان برجسته‌ای مانند یوهان ولفگانگ فون گوته و ژان پل در ارتباط بود. اگرچه پس از مرگش تا حدودی فراموش شد، اما در اوایل قرن بیستم دوباره کشف شد و آثارش در نمایشگاه‌ها و نشریات مختلف به نمایش درآمد.